# Malderen
Malderen és un antic municipi de Bèlgica a la província de Brabant Flamenc, regat pel Kleine Molenbeek i Grote Molenbeek. L'1 de gener de 1977 va fusionar amb Steenhuffel i Londerzeel. Té una superfície de 800 hectàrees.
El primer esment escrit «Malre» data del 1125, derivat d'una vella paraula neerlandesa que tant significaria frontera, com tribunal a cel obert. La parròquia es trobava de fet, a la frontera entre el comtat de Flandes i el ducat de Brabant. Al segle xi va cedir el barri d'Opdorp a Flandes. Es trobava a la carretera d'Asse a Anvers, una ruta comercial important a l'edat mitjana. Té una estació de la línia 53 del ferrocarril Gant-Mechelen i al sender per a vianants lents Molenbeekroute.

## Llocs d'interés[4]
- Molí d'aigua Herbodin al riu Grote Molenbeek a la frontera amb Londerzeel[5]
- Rectoria
- Església de Sant Amand
- Diverses masies tradicionals
- El parc del castell Groenhof